# Жнятино
Жня́тино (укр. Жнятино) — село в Горондовской сельской общине Мукачевского района Закарпатской области Украины.
Население по переписи 2001 года составляло 2243 человека. Почтовый индекс — 89657. Телефонный код — 3131. Занимает площадь 3,001 км². Код КОАТУУ — 2122782201.